# Johan de Barbastro
Johan de Barbastro fue un traductor, calígrafo y miniaturista aragonés de la Cancillería Real aragonesa en Barcelona al servicio del rey Pedro IV de Aragón "el Ceremonioso" entre los años 1370 y 1386. 

## Obra
- Traducción al aragonés de la Suma Istoriarum (Historie ancienne) (traducido como Suma de las Istorias del mundo). La traducción fue encargada el 1371 por el rey Pedro IV de Aragón "el Ceremonioso". El 16 de mayo del 1370, le llegó al rey la crónica de Morea enviada por don Juan Fernández de Heredia, Maestre de la Orden del Hospital: «las istorias en frances que nos enviastes por Jayme Mestros (...) e nos ...facemos la dita suma de istorias transladar en aragones, e enviarvos hemos el dito translado logo que sea fecho». La traducción se finalizó el 10 de febrero del 1372.
- Copia del Libro de los hechos, conocida hoy en día con la sigla C, que fue encargada el 1380 por el rey Pedro IV de Aragón "el Ceremonioso". En el colofón de la obra dejó escrito: «Mandato serenissimi dominio petri dei gratir regis Aragonum valentiae, Majoricarum, cardinieae te Corsicae, Comitisque Barchinonae, Rossilionis et Ceritaniae [...] Ego Iohannes de Barbastro de scribania predicti dominio Regios Aragonum, oriundus Cesaraugustae scripsi Ciuitate Barchinonae Anno a Nativitate Dmi. Mo. CCCo. octuagesimo scripsi».
- Copia de las Ordinacions fetes por lo Senyor en Pere terç rey dArago